# Aeschynomene stipitata
Aeschynomene stipitata är en ärtväxtart som beskrevs av Burtt Davy. Aeschynomene stipitata ingår i släktet Aeschynomene och familjen ärtväxter. Inga underarter finns listade i Catalogue of Life.